# Гурт Йо-Гурт
Гурт Йо-Гурт — український музичний гурт з широким жанровим та стилістичним спектром від фольку і класичної музики до рока і джаз-панка.

## Історія створення
Гурт створено в 1999 році під назвою «Band-U-Band». Від травня 2001 року — Гурт Йо-Гурт, англійською «Ghurt Yo-Ghurt».
Основним завданням гурту є розширення культурних горизонтів слухачів, збагачення естетичного світогляду людей новими позитивними музичними формами. Запальні танцювальні ритми добре поєднуються із вишуканими авторськими творами Д. Денісова, Є. Решетько, О. Криси і Марії Хмельової. «Гурт Йо-Гурт» — улюбленці клубної публіки, учасники і переможці численних джазових і фолк-фестивалів.

## Склад гурту
Зараз у постійному складі групи такі музиканти:
- Кирило Бородін – скрипка;
- Данило Денисов — акордеон;
- Сергій Яксон – ударні;
- Євдоким Решетько – гітара;
- Орест Криса – гітара;
- Марія Хмельова («КоМаха») – флейта, вокал.

## Дискографія
- We Have All Around (2001, Rostok CD);
- Jazzium, Vol. 1 (2002, Lemma CD);
- Збірка «Різдвяний альбом» (2002, Lemma CD);
- YoGhurt - Irish Cream (2003 Rostok CD);
- Follow My Steps (2003, Rostok CD).
- Real Live Album (2004, Atlantic CD)
- CoMaha - Tenderness (2005, Atlantic CD)
- Early Music comp. (2006)
- Live From KaRaVan (2007)